# Norops macrophallus
Norops macrophallus este o specie de șopârle din genul Norops, familia Polychrotidae, descrisă de Werner 1917. Conform Catalogue of Life specia Norops macrophallus nu are subspecii cunoscute.